# Ferdinand Marcos
Ferdinand Marcos, teljes nevén Ferdinand Emmanuel Edralin Marcos (Sarrat, 1917. szeptember 11. – Honolulu, 1989. szeptember 28.) a Fülöp-szigetek 10. elnöke volt 1965 és 1986 között. Végzettségére nézve jogász volt. 1949–1959 között a Fülöp-szigeteki képviselőháznak, ezt követően 1965-ig a szenátusnak volt tagja, utóbbinak 1963-ban elnöke.
Elnökként legnagyobb sikereit az infrastruktúra-fejlesztés és a diplomácia területén érte el, de kormányzását ugyanakkor korrupció, zsarnokság, nepotizmus, politikai elnyomás és az emberi jogok megsértése jellemezte. 
Kormányzása alatt a Fülöp-szigeteken személyi kultusza épült ki. 1983-ban kormányzata érintett volt fő politikai ellenfele, Benigno Aquino meggyilkolásában. Ez egymáshoz fűződő események láncolatát indította el, így többek között egy csalásokkal tarkított elnökválasztásra is sor került; ez vezetett végül az 1986-os forradalomhoz és Marcos hawaii száműzetéséhez. Később olyan hírek kaptak lábra, hogy felesége, Imelda Marcos több milliárd dollárnyi Fülöp-szigeteki közpénzt mentett ki amerikai, svájci és más bankszámlákra férje 20 éves elnöki uralma alatt.
Fia, Ferdinand "Bongbong" Romualdez Marcos Jr. a 2022-es elnökválasztást megnyerve a Fülöp-szigetek elnöke lett.

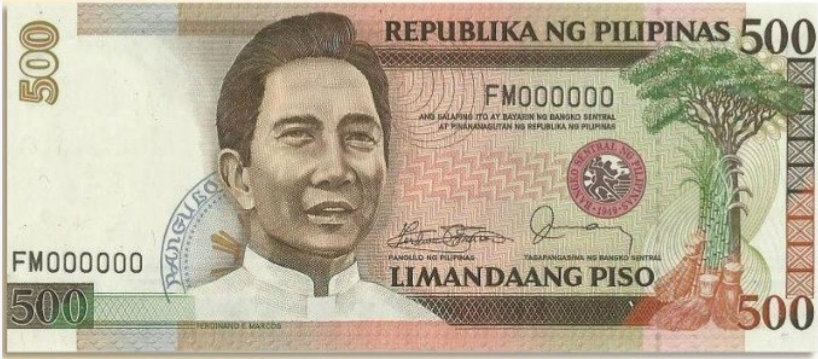
500 pesós fülöp-szigeteki bankjegy Ferdinand Marcos portréjával, bukása miatt a címlet végül nem került forgalomba.

## Fordítás
- Ez a szócikk részben vagy egészben a Ferdinand Marcos című angol Wikipédia-szócikk ezen változatának fordításán alapul.  Az eredeti cikk szerkesztőit annak laptörténete sorolja fel. Ez a jelzés csupán a megfogalmazás eredetét és a szerzői jogokat jelzi, nem szolgál a cikkben szereplő információk forrásmegjelöléseként.